# خالد سمارة الزعبي
 خالد علي سمارة الزعبي (1944 - 21 يوليو 2011) أكاديمي ووزير أردني سابق، من مواليد الرمثا وتوفي في عمان.

## المؤهلات العلمية
حصل الدكتور خالد على ليسانس حقوق من جامعة القاهرة عام 1968، كما حصل على ماجستير في الحقوق من ذات الجامعة عام 1970. ودكتوراة في القانون العام من جامعة عين شمس عام 1984.

## الخبرات العملية
شغل الدكتور خالد سمارة الزعبي عدة مناصب حكومية وأكاديمية، أهمها:
1. حاكم إداري في	وزارة الداخلية الأردنية في الفترة 1971 – 1984
2. مستشار قانوني	في وزارة الداخلية الأردنية في الفترة 1984 – 1992
3. أستاذ مساعد في كلية الحقوق في الجامعة الأردنية في الفترة 1984 – 1990
4. أستاذ مشارك في كلية الحقوق في الفترة 1991 –1996
5. مساعد عميد كلية الحقوق في الجامعة الأردنية في الفترة 1985 – 1989
6. وزير دولة للشؤون القانونية والبرلمانية في الفترة 1993 – 1994
7. عميد كلية الحقوق ومساعد رئيس جامعة الزيتونة في الفترة 1994 – 1996
8. رئيس جامعة الزيتونة الأردنية الأهلية في الفترة	1994 – 1998
9. وزير دولة للشؤون البرلمانية والقانونية عام 1998
10. رئيس مجلس أمناء جامعة الزيتونة الأردنية في الفترة	1999 – 2002
11. أستاذ القانون العام في جامعة عمان العربية للدراسات العليا الخاصة عام 2002
12. محامي أستاذ، نقابة المحامين الأردنيين عام 1987
13. وزير دولة للشؤون القانونية في الفترة 2006-2007
14. رئيس مجلس أمناء جامعة عجلون الوطنية في الفترة 2009 – 2010

## الجوائز والأوسمة التقديرية
أثناء مسيرته العملية، حصل الدكتور خالد على عدد من الجوائز والأوسمة، أهمها:
- جائزة الدولة التقديرية في العلوم الاجتماعية والعلوم القانونية، في القانون العام لعام 1997
- وسام الكوكب الأردني من الدرجة الأولى للعطاء والتميز عام 1994 من الملك الحسين بن طلال.

## كتبه
- تشكيل المجالس المحلية / دراسة مقارنة / عمان، الجامعة الأردنية / كلية الحقوق ط 1 1988 ط2 1988
- مجموعة التشريعات الإدارية والقوانين والأنظمة المعمول بها في وزارة الداخلية والمتعلقة في الإدارة المحلية في الأردن / الجامعة الأردنية – كلية الحقوق 1989
- القانون الإداري وتطبيقاته في المملكة الأردنية الهاشمية – عمان – الجامعة الأردنية – كلية الحقوق 1989
- القرار الإداري بين النظرية والتطبيق عمان / الجامعة الأردنية – كلية الحقوق 1993
- المدخل إلى علم القانون / جامعة الزيتونة الأردنية – كلية الحقوق عمان 1995 .
- مبادئ القانون الدستوري والنظم السياسية / جامعة الزيتونة الأردنية – عمان 1996.

## وفاته
توفي مساء يوم الخميس 21 يوليو 2011 بعد صراع مع المرض عن عمر يناهز 68 عامًا.